# Distretto di Naván
Il distretto di Navan è uno dei sei distretti della provincia di Oyón, in Perù. Si trova nella regione di Lima e si estende su una superficie di 227,16 chilometri quadrati.
Istituito il 27 marzo 1953, ha per capitale la città di Navan.